# 许疃镇
许疃镇，是中华人民共和国安徽省亳州市蒙城县下辖的一个乡镇级行政单位。

## 行政区划
许疃镇下辖以下地区：
许疃村、陶庙村、土桥村、吴刘村、小圩村、钟庙村、邵于村、赵集村、王老村、卢老荒村、尉迟寺村、东湖村、矿西村和阎集村。